# Шаурс (Эна)
Шау́рс (фр. Chaourse) — коммуна во Франции, находится в регионе Пикардия. Департамент коммуны — Эна. Входит в состав кантона Вервен. Округ коммуны — Лан.
Код INSEE коммуны — 02160.

## Население
Население коммуны на 2010 год составляло 535 человек.
| 1962 | 1968 | 1975 | 1982 | 1990 | 1999 | 2010 |
| ---- | ---- | ---- | ---- | ---- | ---- | ---- |
| 783  | 769  | 629  | 551  | 522  | 522  | 535  |

## Экономика
В 2010 году среди 322 человек трудоспособного возраста (15—64 лет) 217 были экономически активными, 105 — неактивными (показатель активности — 67,4 %, в 1999 году было 64,8 %). Из 217 активных жителей работали 182 человека (103 мужчины и 79 женщин), безработных было 35 (20 мужчин и 15 женщин). Среди 105 неактивных 25 человек были учениками или студентами, 40 — пенсионерами, 40 были неактивными по другим причинам.